# Raúl Mendoza
Raúl Mendoza (* 16. September 1991 in Córdoba, Mexiko) ist ein mexikanischer Wrestler. Er steht derzeit bei der WWE unter Vertrag und tritt regelmäßig in deren Show SmackDown auf.

## Wrestling-Karriere

### Free Agent (2006–2016)
Mendoza gab sein professionelles Wrestling-Debüt am 16. September 2006. In den nächsten zehn Jahren trat Mendoza hauptsächlich als Free Agent an und trat vor allem für unabhängige Promotions an wie Desastre Total Ultraviolento (DTU), Perros del Mal (PdM) und die International Wrestling Revolution Group (IWRG) auf nationale Promotion Lucha Libre AAA Worldwide (AAA) und japanische Promotion Pro Wrestling Noah.

### World Wrestling Entertainment (seit 2016)
Im Juni 2016 wurde Mendoza als Teilnehmer am WWE Cruiserweight Classic bekannt gegeben. Mendoza wurde in der ersten Runde von The Brian Kendrick aus dem Turnier eliminiert. Nach dem Cruiserweight Classic wurde Mendoza von der WWE unter Vertrag genommen. Mendoza gab sein NXT-Debüt in der Folge vom 25. Mai 2017 und wurde von Velveteen Dream besiegt. Am 9. Februar 2018 gewann Mendoza bei einem NXT Live Event eine Battle Royal, um der Nummer-1-Herausforderer für die NXT Championship zu werden. Den Titel konnte er jedoch nicht gewinnen.
Mendoza gab sein 205 Live Debüt in der Folge von 205 Live vom 23. Juli 2019, in der er sich mit Humberto Carrillo zusammenschloss, um Kalisto und Gran Metalik zu besiegen. In der Folge von 205 Live vom 1. November forderte Mendoza den damaligen NXT Cruiserweight Champion Lio Rush heraus, gewinnen konnte er jedoch nicht. In der NXT-Folge vom 11. März wurde Mendoza von einer Gruppe maskierter Männer entführt und in einem Interview mit Mia Yim in einen Van auf den Parkplatz geworfen. In der NXT-Folge vom 1. April wurde Joaquin Wilde während eines Interviews nach einem Match auf ähnliche Weise entführt. In der NXT-Folge vom 10. Juni kehrte Mendoza zurück, als er zusammen mit Wilde als die mysteriösen maskierten Männer entlarvt wurde. Sie schlossen sich mit Sántos Escobár zusammen, als sie Drake Maverick angriffen und sich so als Heels etablierten. In der Folge von NXT vom 17. Juni enthüllte Escobar den Namen seiner neuen Fraktion mit Wilde und Mendoza als El Legado del Fantasma. Im April 2022 wurde sein Ringname zu Cruz Del Toro geändert.
Am 7. Oktober 2022 debütierte er zusammen mit Escobar und Wilde bei SmackDown und attackierten das Team Hit Row.

## Titel und Auszeichnungen
- Desastre Total Ultraviolento
  - DTU Alto Impacto Championship (1×)

- Pro Wrestling Noah
  - Noah Wrestling Camp (2014)

- Xtrem Mexican Wrestling
  - XMW International Cup (2012)

- Pro Wrestling Illustrated
  - Nummer 309 der Top 500 Wrestler in der PWI 500 in 2016